# Zighoud Youcef
Zighoud Youcef (em árabe: زيغود يوسف), anteriormente Condé-Smendou, durante a colonização francesa, é uma cidade e comuna localizada na província de Constantina, Argélia. Segundo o censo de 2008, a população total da cidade era de 44 486 habitantes.